# Euphorbia horrida
Euphorbia horrida är en törelväxtart som beskrevs av Pierre Edmond Boissier. Euphorbia horrida ingår i släktet törlar, och familjen törelväxter. Inga underarter finns listade i Catalogue of Life.

## Bildgalleri

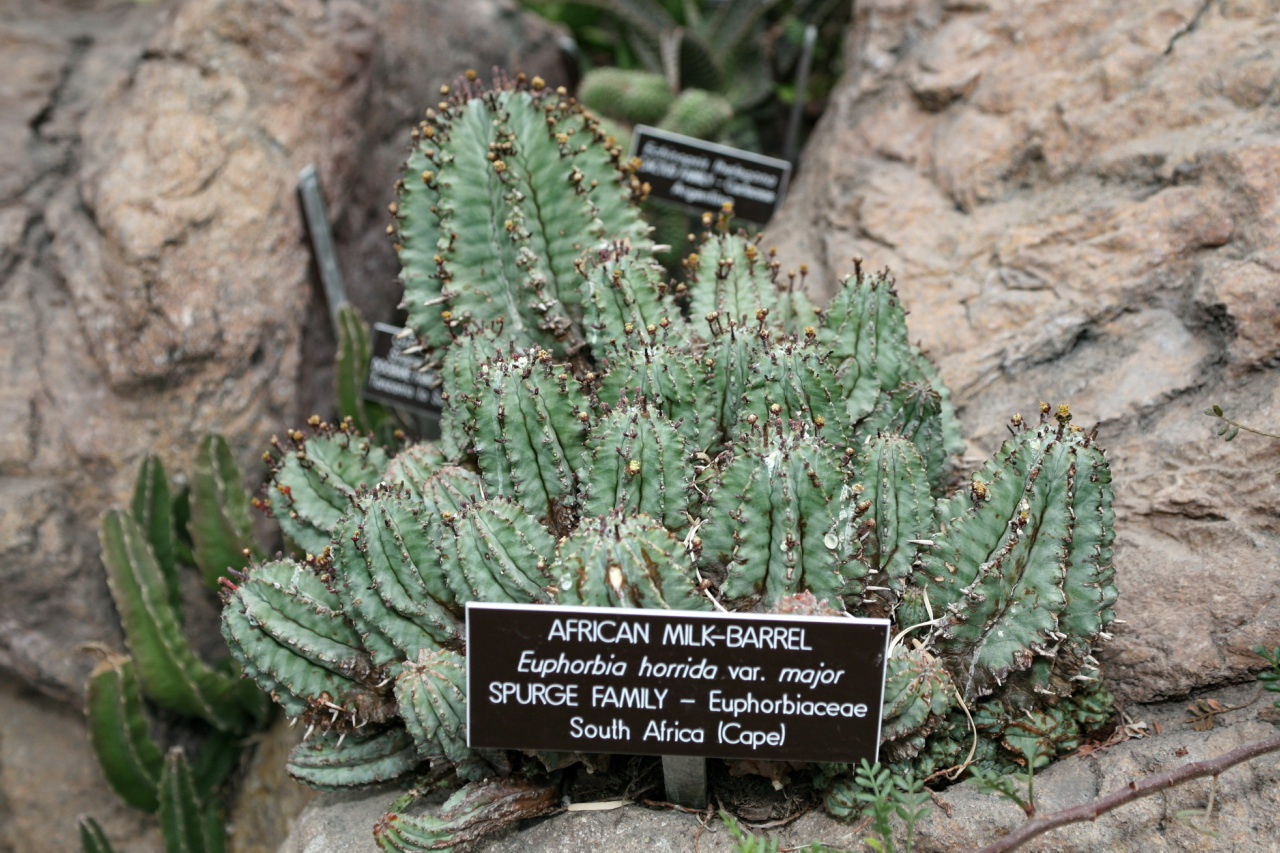
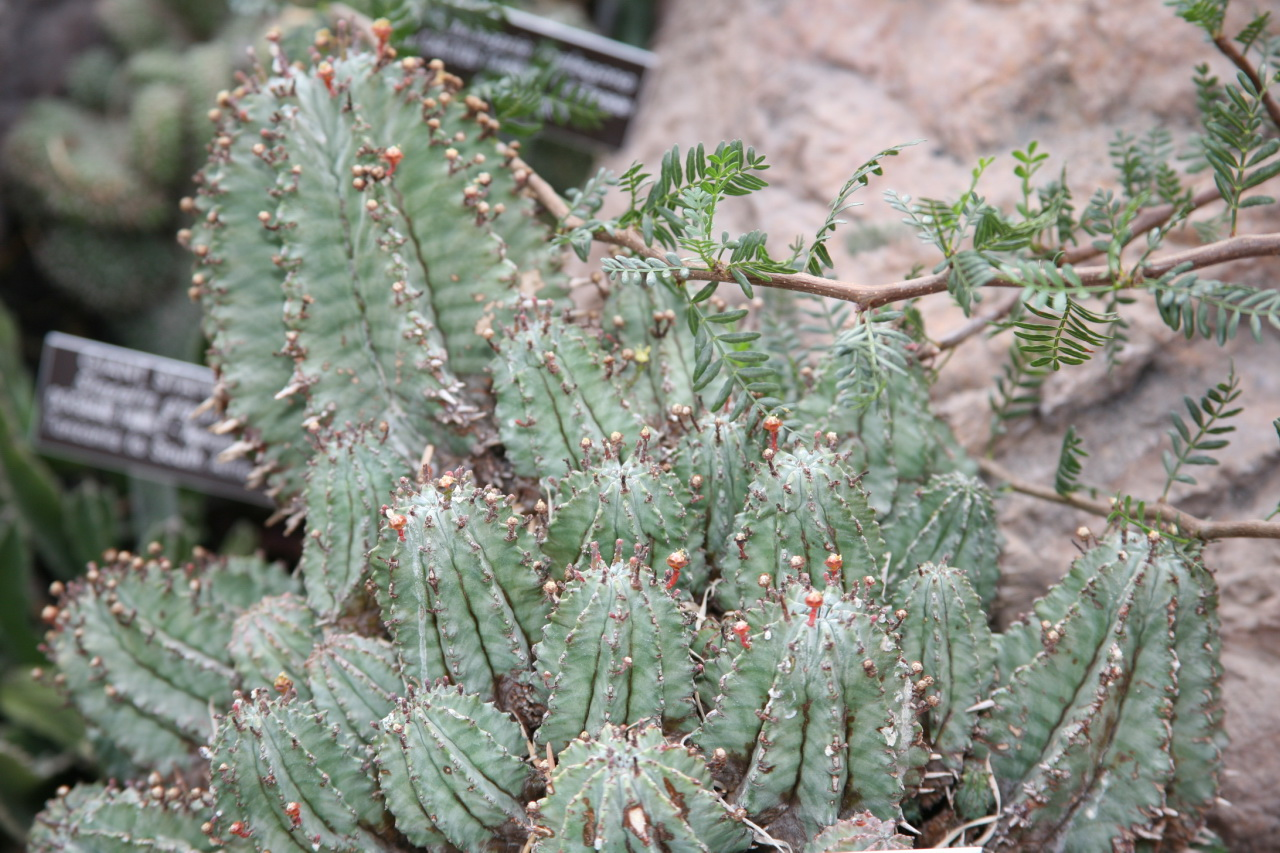
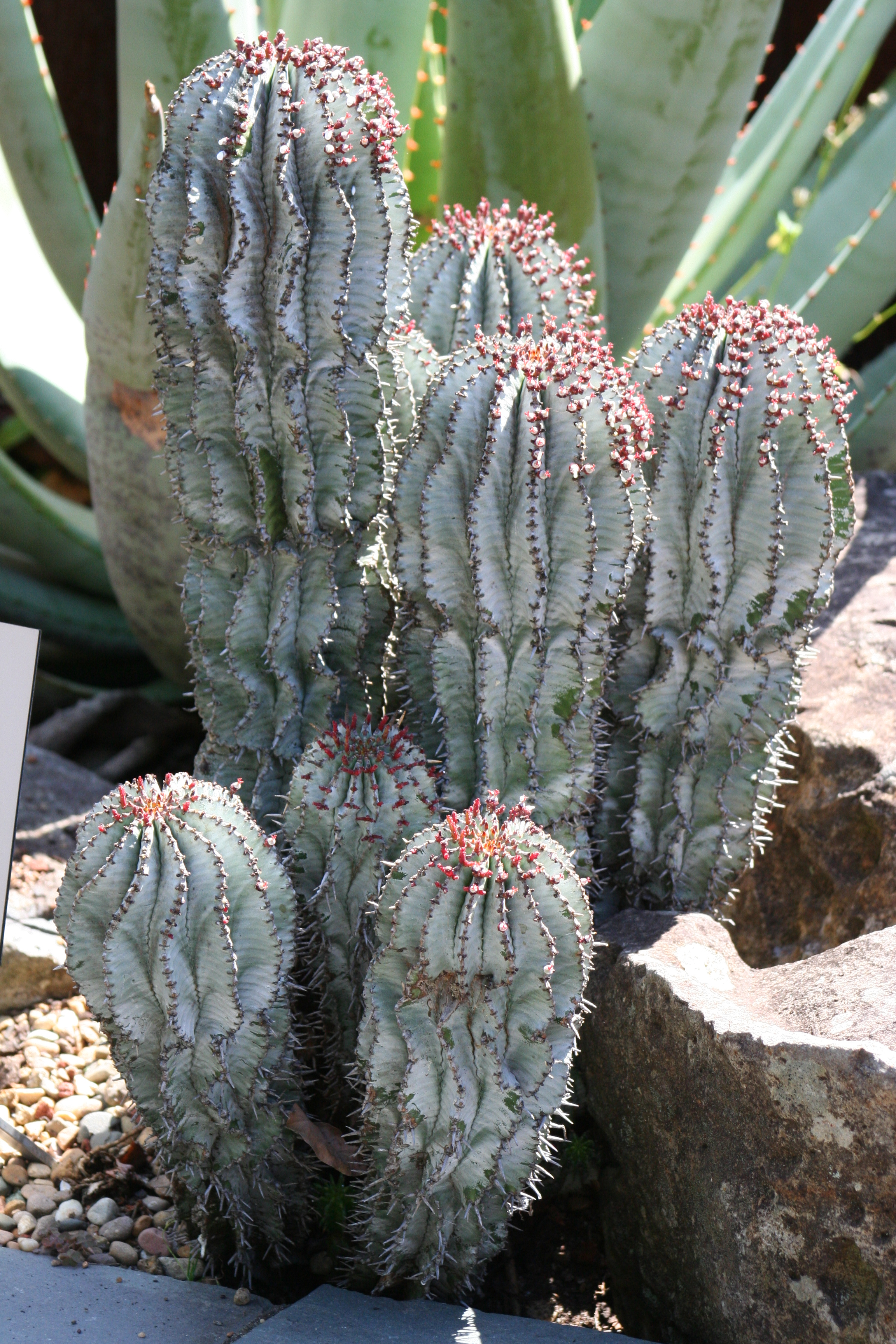
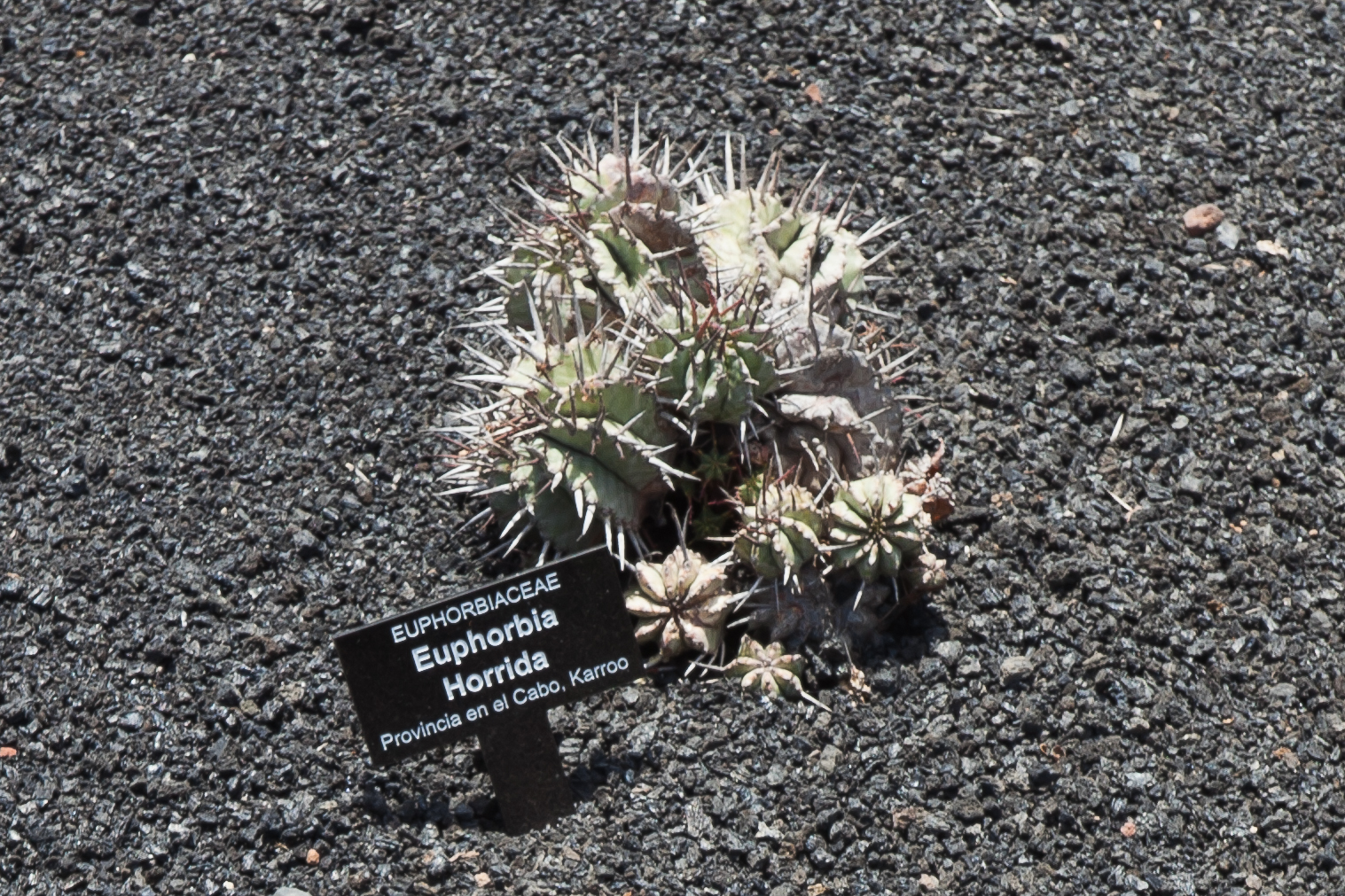
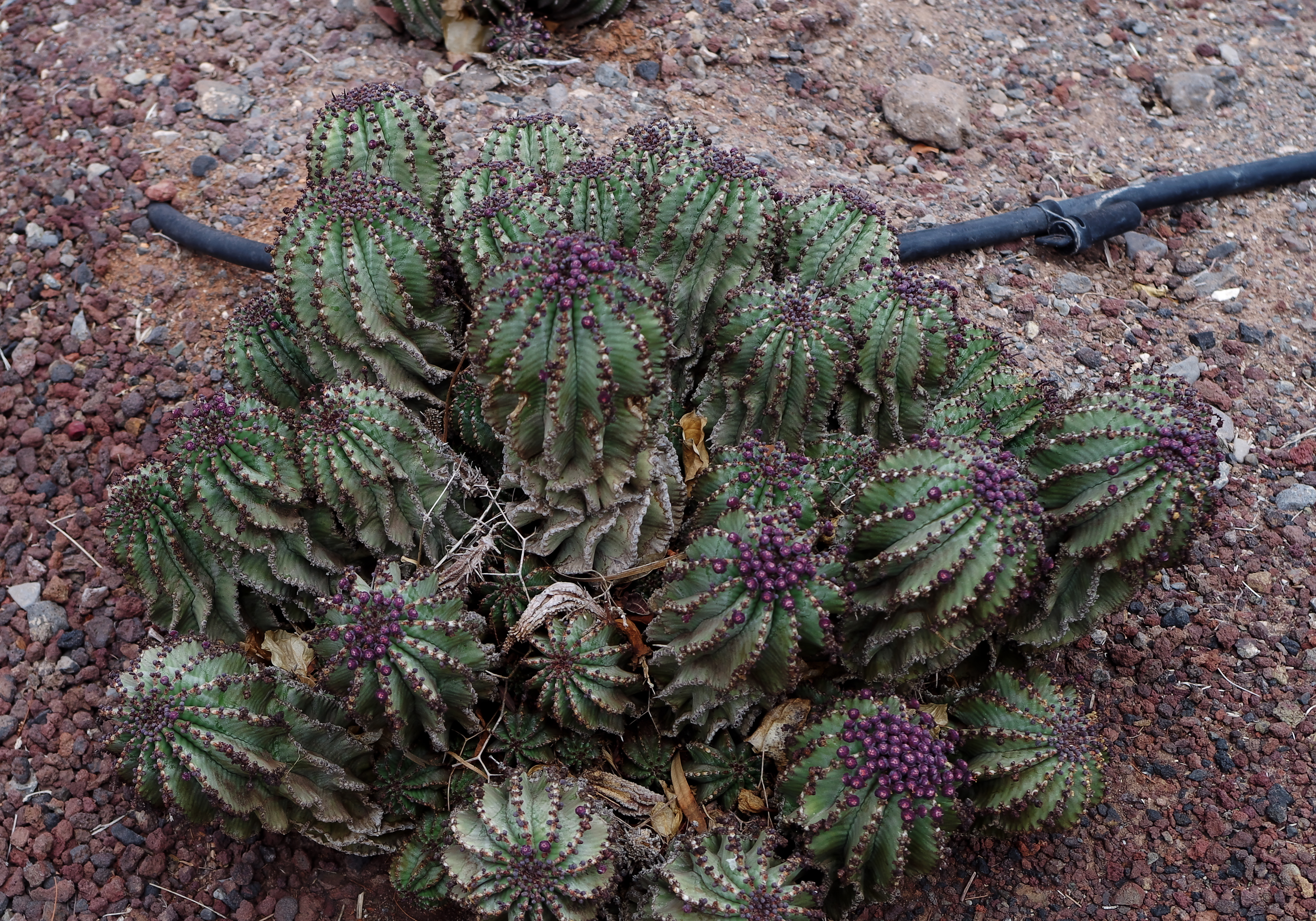
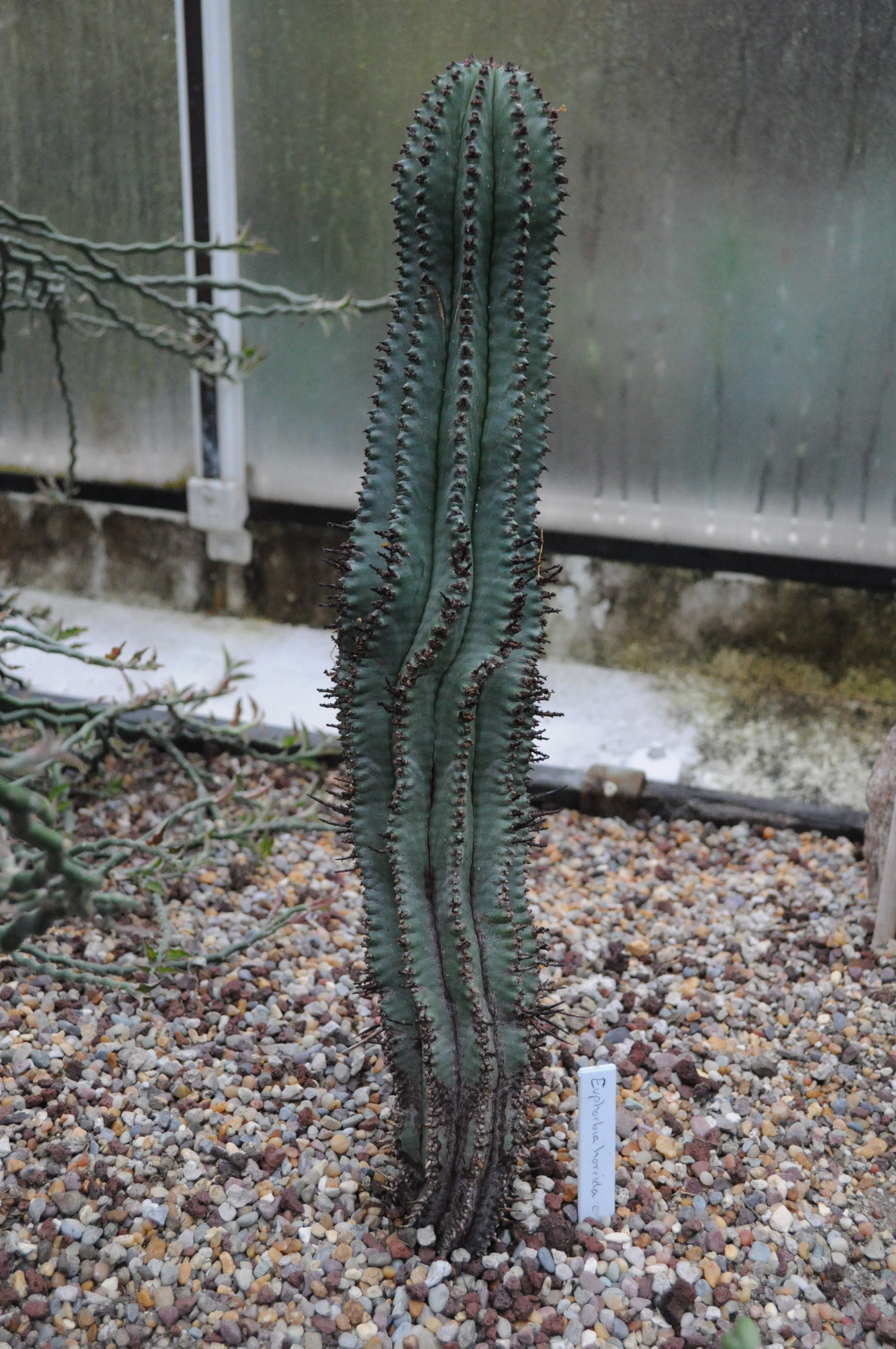